# Xã Franklin, Quận Decatur, Iowa
Xã Franklin (tiếng Anh: Franklin Township) là một xã thuộc quận Decatur, tiểu bang Iowa, Hoa Kỳ. Năm 2010, dân số của xã này là 360 người.